# Liste des lignes de bus de Mulhouse
Le réseau de bus de l'agglomération de Mulhouse dessert les 32 communes de l'agglomération mulhousienne via un réseau d'autobus d'une vingtaine de lignes urbaines et suburbaines.
Ce réseau a été le restructuré le 2 septembre 2019 dans le bus de réduire les correspondances et de supprimer les réseaux spécifiques qui existaient jusqu'à présent en soirée et les dimanches et fêtes. Le réseau actuel est constitué de quatre lignes « Chrono » (C4 à C7), de dix lignes principales (8 à 17) et de dix lignes suburbaines (50 à 59) qui sont en réalité des lignes d'autocars régionales utilisables avec un titre de transport Soléa à l'intérieur du ressort territorial de Mulhouse Alsace Agglomération. Ces lignes sont complétées par divers services : navette de centre-ville à Mulhouse, navette Cité Bus à Wittelsheim, services de transport à la demande ChronoPro, Filéa et Domibus, etc.

## Histoire

### Le réseau d'avant le tramway
Jusqu'à la mise en service du tramway, le réseau était constitué de 18 lignes régulières (1 à 18) et quatre lignes périurbaines (51 à 54, plus la 55 apparue au cours de l'année 2005), la Tramette (liaison centre-ville - parcs relais) en semaine, de six lignes régulières (A à E et Z) et de lignes Taxi Soléa en soirée et de sept lignes régulières (A à F et M) et de lignes Taxi Soléa les dimanches et fêtes,.

### Le réseau depuis l'arrivée du tramway
Mis en place en 2006, le réseau de bus accompagnant le tramway a relativement peu évolué depuis : seule la création de la ligne 4 en 2013, qui a fortement affecté la ligne 19,  la réorganisation ayant conduit à la suppression de la ligne 17 et la création de nouvelles lignes périurbaines (55 à 59) au gré des extensions du périmètre de transport urbain ont modifié le plan général.
Le 2 septembre 2019, le réseau de bus est entièrement revu ; les réseaux de soirée et de semaine sont alignés sur les lignes de semaine notamment. Ce réseau a pour objectif de corriger un des principaux défaut de l'ancien réseau, son rabattement trop systématique vers le tramway et donc un trop grand nombre de correspondances.
L'inauguration du nouveau réseau a eu lieu le 30 août 2019.

## Le réseau

### Présentation
Restructuré le 2 septembre 2019, le réseau d'autobus mulhousien se compose de 24 lignes régulières; le réseau conserve depuis lors la même structure tout le temps, en dehors de quelques lignes raccourcies ou ne fonctionnant pas en soirée ou le dimanche :
- Lignes « Chrono » C4 à C7 : Ce sont les lignes structurantes du réseau, dont la ligne de BHNS C4 ;
- Lignes 8 à 17 : Ce sont les lignes principales du réseau, desservant Mulhouse et sa première couronne ;
- Lignes 50 à 59 : Ce sont les lignes suburbaines du réseau, en réalité constituées de lignes régionales en intégration tarifaire, elles desservent les zones les plus éloignées de l'agglomération.

### Organisation du réseau
Les lignes de bus sont organisées autour d'un ou plusieurs pôle(s) d'échange pour faciliter les correspondances bus/tram. Ces lignes circulent tous les jours sauf le 1er mai.
En complément des lignes urbaines, les lignes suburbaines permettent de desservir les communes éloignées ou à faible population de Mulhouse Alsace Agglomération. Le terminus situé dans Mulhouse est une station de tramway et les horaires de ces lignes sont organisés pour faciliter les correspondances avec le tramway. Ces lignes sont toutes sous-traitées à d'autres entreprises de transport qui utilisent des autocars et non des bus urbains.
Les lignes C4 à C7 et 8 à 16 sont certifiées NF Service par l'AFNOR.

### Les lignes

#### Lignes «Chrono»
| Ligne | Caractéristiques | Caractéristiques                                                                                      | Caractéristiques                                                                                      | Caractéristiques                                                                                      | Caractéristiques                                                                                      | Caractéristiques                                                                                      | Caractéristiques                                                                                      | Caractéristiques                                                                                      | Caractéristiques                                                                                      |
| C4    | Wittenheim — Sainte-Barbe ⥋ Mulhouse — Châtaignier | Wittenheim — Sainte-Barbe ⥋ Mulhouse — Châtaignier                                                    | Wittenheim — Sainte-Barbe ⥋ Mulhouse — Châtaignier                                                    | Wittenheim — Sainte-Barbe ⥋ Mulhouse — Châtaignier                                                    | Wittenheim — Sainte-Barbe ⥋ Mulhouse — Châtaignier                                                    | Wittenheim — Sainte-Barbe ⥋ Mulhouse — Châtaignier                                                    | Wittenheim — Sainte-Barbe ⥋ Mulhouse — Châtaignier                                                    | Wittenheim — Sainte-Barbe ⥋ Mulhouse — Châtaignier                                                    | Wittenheim — Sainte-Barbe ⥋ Mulhouse — Châtaignier                                                    |
| ----- | --- | --- | --- | --- | --- | --- | --- | --- | --- |
| C4    | Ouverture / Fermeture 2 septembre 2019 / — | Longueur 6,4 km                                                                                       | Durée 15 min                                                                                          | Nb. d’arrêts 16                                                                                       | Matériel Standards Articulés                                                                          | Jours de fonctionnement L, Ma, Me, J, V, S, D                                                         | Jour / Soir / Nuit / Fêtes O / O / N / O                                                              | Voy. / an —                                                                                           | Exploitant Soléa                                                                                      |
| C4    | Desserte : - Villes et lieux desservis : Wittenheim (Église Sainte-Barbe, Centre-ville, La Halle au Coton), Kingersheim (Mairie) et Mulhouse - Stations et gares desservies : Châtaignier (1). | | | | | | | | |
| C4    | Autre : - Arrêt non accessible aux UFR : Kellermann - Amplitudes horaires : La ligne fonctionne du lundi au vendredi de 4 h 35 à 23 h 45, le samedi jusqu'à 0 h 25 et les dimanches et fêtes de 7 h 10 à 23 h 45 environ. - Particularité : Avant 6 h et après 21 h, la ligne est effectuée en taxi. - Histoire : La ligne C4 forme la continuité de la ligne 4 de l'ancien réseau qui a été mise en service en septembre 2013 dans le cadre du bus à haut niveau de service de Mulhouse ou « Tram bus ». - Date de dernière mise à jour : 29 mai 2022. | | | | | | | | |
| C4    | Dernière actualisation : — | | | | | | | | |
| C5    | (Circulaire) Illzach — Jonquilles ⥋ via Cité Administrative, Dornach et Gare centrale | (Circulaire) Illzach — Jonquilles ⥋ via Cité Administrative, Dornach et Gare centrale                 | (Circulaire) Illzach — Jonquilles ⥋ via Cité Administrative, Dornach et Gare centrale                 | (Circulaire) Illzach — Jonquilles ⥋ via Cité Administrative, Dornach et Gare centrale                 | (Circulaire) Illzach — Jonquilles ⥋ via Cité Administrative, Dornach et Gare centrale                 | (Circulaire) Illzach — Jonquilles ⥋ via Cité Administrative, Dornach et Gare centrale                 | (Circulaire) Illzach — Jonquilles ⥋ via Cité Administrative, Dornach et Gare centrale                 | (Circulaire) Illzach — Jonquilles ⥋ via Cité Administrative, Dornach et Gare centrale                 | (Circulaire) Illzach — Jonquilles ⥋ via Cité Administrative, Dornach et Gare centrale                 |
| C5    | Ouverture / Fermeture 2 septembre 2019 / — | Longueur 15,4 km en C5A - 15 km en C5B km                                                             | Durée 41 min                                                                                          | Nb. d’arrêts 42                                                                                       | Matériel Standards Articulés                                                                          | Jours de fonctionnement L, Ma, Me, J, V, S, D                                                         | Jour / Soir / Nuit / Fêtes O / O / N / O                                                              | Voy. / an —                                                                                           | Exploitant Soléa                                                                                      |
| C5    | Desserte : - Villes et lieux desservis : Illzach (Lycée Ettore-Bugatti) et Mulhouse (Cité Drouot, Nouveau Bassin, La Filature, Cité Wagner, Siège social et dépôt Soléa, Cimetière central, Parc des expositions, Cité de l'automobile, Cité Administrative, Temple Saint-Paul, Église Saint-Fridolin, Lycée Lambert, Église Sainte-Thérèse, Dornach, Haute École des arts du Rhin, Clinique du Diaconat-Fonderie, La Fonderie, Bibliothèque de l'université et de la Société industrielle, Port de plaisance, Musée de l'Impression sur étoffes) - Stations et gares desservies : Nouveau Bassin (2), Lefebvre (2), Cité de l'Auto (1), Cité Administrative (1), Gare de Mulhouse-Dornach, Daguerre (2, 3 et Tram-train), à distance à l'arrêt Goerich et Gare de Mulhouse-Ville. | | | | | | | | |
| C5    | Autre : - Arrêts non accessibles aux UFR : Ill (sens A),Lefebvre, Vauban, Marceau (sens B), Cité Wagner (sens A), Cité Administrative, Anna Schoen, Lavoisier, Pranard, Villon (sens B), Goerich, Gay Lussac, Général Leclerc, Bonnes Gens (sens A), Porte de Bâle, Printemps, Laurent (sens A) et Puits. - Amplitudes horaires : La ligne fonctionne du lundi au samedi de 5 h 25 à 23 h 45 et les dimanches et fêtes de 7 h 30 à 23 h 45 environ. - Particularités : La ligne est circulaire et porte l'indice C5a en sens anti-horaire et C5b en sens horaire. - Date de dernière mise à jour : 5 septembre 2022. | | | | | | | | |
| C5    | Dernière actualisation : — | | | | | | | | |
| C6    | Morschwiller-le-Bas — Collines IKEA ⥋ Illzach — Carrefour Île Napoléon (Sausheim — Espale en semaine) | Morschwiller-le-Bas — Collines IKEA ⥋ Illzach — Carrefour Île Napoléon (Sausheim — Espale en semaine) | Morschwiller-le-Bas — Collines IKEA ⥋ Illzach — Carrefour Île Napoléon (Sausheim — Espale en semaine) | Morschwiller-le-Bas — Collines IKEA ⥋ Illzach — Carrefour Île Napoléon (Sausheim — Espale en semaine) | Morschwiller-le-Bas — Collines IKEA ⥋ Illzach — Carrefour Île Napoléon (Sausheim — Espale en semaine) | Morschwiller-le-Bas — Collines IKEA ⥋ Illzach — Carrefour Île Napoléon (Sausheim — Espale en semaine) | Morschwiller-le-Bas — Collines IKEA ⥋ Illzach — Carrefour Île Napoléon (Sausheim — Espale en semaine) | Morschwiller-le-Bas — Collines IKEA ⥋ Illzach — Carrefour Île Napoléon (Sausheim — Espale en semaine) | Morschwiller-le-Bas — Collines IKEA ⥋ Illzach — Carrefour Île Napoléon (Sausheim — Espale en semaine) |
| C6    | Ouverture / Fermeture 2 septembre 2019 / — | Longueur 15,9 km                                                                                      | Durée 49 (53) min                                                                                     | Nb. d’arrêts 34 (37)                                                                                  | Matériel Standards Articulés                                                                          | Jours de fonctionnement L, Ma, Me, J, V, S                                                            | Jour / Soir / Nuit / Fêtes O / O / N / N                                                              | Voy. / an —                                                                                           | Exploitant Soléa                                                                                      |
| C6    | Desserte : - Villes et lieux desservis : Morschwiller-le-Bas (Parc d'activités des collines), Mulhouse (Parc d'activités des collines, Coteaux, Institut universitaire de technologie, Lycée Louis-Armand, Dornach, Place du Marché, Place de la Liberté, Tribunal de grande instance, Tour de l'Europe, Centre commercial Porte Jeune, Parc Salvator, Bollwerk, Cité Drouot), Illzach (Lycée Ettore-Bugatti, Pôle économique de l'Île Napoléon, Centre commercial Île Napoléon) et Sausheim (Zone Espale) - Stations et gares desservies : Bel Air (2) à distance à l'arrêt Dumas, Nations (2), Grand Rex (1) et Porte Jeune (1, 2, 3 et Tram-train) à distance aux arrêts Anvers et Europe.                                                                                      | | | | | | | | |
| C6    | Autre : - Arrêts non accessibles aux UFR : Cézanne,Nations ,Cimetière Dornach,Briand,Fil, Oberkampf, Marché Canal Couvert, "Grand Rex" vers Ikea, Porte de Bâle, Printemps, Tulipes, Italie, Carrefour Île Napoléon, Pyrénées, Bretagne et Espale (uniquement l'arrêt de dépose). - Amplitudes horaires : La ligne fonctionne du lundi au vendredi de 5 h 25 à 21 h 55 et le samedi jusqu'à 21 h 25 environ. - Particularités : Du lundi au vendredi de 7 h à 19 h, la ligne est prolongée pour desservir la zone Espale. - Date de dernière mise à jour : 5 août 2023. | | | | | | | | |
| C6    | Dernière actualisation : — | | | | | | | | |
| C7    | Mulhouse — Lesage ⥋ Mulhouse — Hôpital E. Muller | Mulhouse — Lesage ⥋ Mulhouse — Hôpital E. Muller                                                      | Mulhouse — Lesage ⥋ Mulhouse — Hôpital E. Muller                                                      | Mulhouse — Lesage ⥋ Mulhouse — Hôpital E. Muller                                                      | Mulhouse — Lesage ⥋ Mulhouse — Hôpital E. Muller                                                      | Mulhouse — Lesage ⥋ Mulhouse — Hôpital E. Muller                                                      | Mulhouse — Lesage ⥋ Mulhouse — Hôpital E. Muller                                                      | Mulhouse — Lesage ⥋ Mulhouse — Hôpital E. Muller                                                      | Mulhouse — Lesage ⥋ Mulhouse — Hôpital E. Muller                                                      |
| C7    | Ouverture / Fermeture 2 septembre 2019 / — | Longueur 10 km                                                                                        | Durée 36 min                                                                                          | Nb. d’arrêts 27                                                                                       | Matériel Standards Articulés                                                                          | Jours de fonctionnement L, Ma, Me, J, V, S, D                                                         | Jour / Soir / Nuit / Fêtes O / O / N / O                                                              | Voy. / an —                                                                                           | Exploitant Soléa                                                                                      |
| C7    | Desserte : - Villes et lieux desservis : Mulhouse (Place du Marché, Place de la Liberté, Tribunal de grande instance, Tour de l'Europe, Centre commercial Porte Jeune, Parc Salvator, Bollwerk, Musée de l'Impression sur étoffes, Port de plaisance, Parc zoologique et botanique, Hôpital Émile Muller) - Stations et gares desservies : Grand Rex (1), Porte Jeune (1, 2, 3 et Tram-train) à distance aux arrêts Anvers et Europe et Gare de Mulhouse-Ville. | | | | | | | | |
| C7    | Autre : - Arrêts non accessibles aux UFR : Lesage, Jean Martin direction Hôpital, Brustlein direction Lesage, Tarn Bis direction Anvers, Villon direction Hôpital, Oberkampf, Marché Canal Couvert, Grand Rex direction Lesage, Bonnes Gens direction Lesage, Général Leclerc, Saint-Damien direction Hôpital et Cadets. - Articulé : Circule uniquement entre Lesage ou Tarn Bis vers Anvers ou Europe - Amplitudes horaires : La ligne fonctionne du lundi au samedi de 5 h 15 à 22 h 25 et les dimanches et fêtes de 8 h à 22 h 25 environ. - Date de dernière mise à jour : 5 septembre 2022. | | | | | | | | |
| C7    | Dernière actualisation : — | | | | | | | | |

#### Lignes principales
| Ligne | Caractéristiques | Caractéristiques | Caractéristiques | Caractéristiques | Caractéristiques | Caractéristiques | Caractéristiques | Caractéristiques | Caractéristiques |
| 8     | Lutterbach — Chevreuils ⥋ Wittenheim — Pôle 430 / Wittenheim — Place de Thiers un bus sur deux | Lutterbach — Chevreuils ⥋ Wittenheim — Pôle 430 / Wittenheim — Place de Thiers un bus sur deux                                                                | Lutterbach — Chevreuils ⥋ Wittenheim — Pôle 430 / Wittenheim — Place de Thiers un bus sur deux                                                                | Lutterbach — Chevreuils ⥋ Wittenheim — Pôle 430 / Wittenheim — Place de Thiers un bus sur deux                                                                | Lutterbach — Chevreuils ⥋ Wittenheim — Pôle 430 / Wittenheim — Place de Thiers un bus sur deux                                                                | Lutterbach — Chevreuils ⥋ Wittenheim — Pôle 430 / Wittenheim — Place de Thiers un bus sur deux                                                                | Lutterbach — Chevreuils ⥋ Wittenheim — Pôle 430 / Wittenheim — Place de Thiers un bus sur deux                                                                | Lutterbach — Chevreuils ⥋ Wittenheim — Pôle 430 / Wittenheim — Place de Thiers un bus sur deux                                                                | Lutterbach — Chevreuils ⥋ Wittenheim — Pôle 430 / Wittenheim — Place de Thiers un bus sur deux                                                                |
| ----- | --- | --- | --- | --- | --- | --- | --- | --- | --- |
| 8     | Ouverture / Fermeture 2 septembre 2019 / — | Longueur — | Durée 29 / 39 min | Nb. d’arrêts 26 / 35 | Matériel Standards | Jours de fonctionnement L, Ma, Me, J, V, S, D | Jour / Soir / Nuit / Fêtes O / O / N / O | Voy. / an — | Exploitant Soléa / LK Chopin Heitz |
| 8     | Desserte : - Villes et lieux desservis : Lutterbach (Mairie), Pfastatt (Centre hospitalier), Mulhouse (Bourtzwiller, Église Saint-Antoine), Kingersheim (Kaligone, Zone d'activités Le Carreau) et Wittenheim (Zone commerciale Pôle 430) - Stations et gares desservies : Stade de Bourtzwiller (1) et Rattachement (1). | | | | | | | | |
| 8     | Autre : - Arrêts non accessibles aux UFR : Chevreuils, Forêt, Brasserie, 20 janvier, Biscuiterie, Schoff, Hunold, Transversale, Ferrier, Romains, Stade de Bourtzwiller vers Lutterbach, Strueth, Kaligone, Verte Campagne, Béarn, Flandres vers Wittenheim, École Anna vers Lutterbach, Pôle 430, Vendée, Languedoc, Rossberg, Coubertin vers Wittenheim et Mont Dore vers Wittenheim. - Amplitudes horaires : La ligne fonctionne du lundi au samedi de 5 h 15 à 22 h 55 et les dimanches et fêtes de 7 h 35 à 22 h 55 environ. - Particularités : Un bus sur deux est limité au terminus Pôle 430 sauf en heure de pointe scolaire, soirée et les dimanches et fêtes. - Date de dernière mise à jour : 26 mars 2022. | | | | | | | | |
| 8     | Dernière actualisation : — | | | | | | | | |
| 9     | Rixheim — Saint-Jean / Rixheim — Rotonde ⥋ Kingersheim — Kingersheim Usines | Rixheim — Saint-Jean / Rixheim — Rotonde ⥋ Kingersheim — Kingersheim Usines                                                                                   | Rixheim — Saint-Jean / Rixheim — Rotonde ⥋ Kingersheim — Kingersheim Usines                                                                                   | Rixheim — Saint-Jean / Rixheim — Rotonde ⥋ Kingersheim — Kingersheim Usines                                                                                   | Rixheim — Saint-Jean / Rixheim — Rotonde ⥋ Kingersheim — Kingersheim Usines                                                                                   | Rixheim — Saint-Jean / Rixheim — Rotonde ⥋ Kingersheim — Kingersheim Usines                                                                                   | Rixheim — Saint-Jean / Rixheim — Rotonde ⥋ Kingersheim — Kingersheim Usines                                                                                   | Rixheim — Saint-Jean / Rixheim — Rotonde ⥋ Kingersheim — Kingersheim Usines                                                                                   | Rixheim — Saint-Jean / Rixheim — Rotonde ⥋ Kingersheim — Kingersheim Usines                                                                                   |
| 9     | Ouverture / Fermeture 2 septembre 2019 / — | Longueur 13,3 km | Durée 26 / 35 min | Nb. d’arrêts ( 22 ou 25 ) - ( 28 ou 30 ) - ( 29 ou 30 ) | Matériel Standards Articulés | Jours de fonctionnement L, Ma, Me, J, V, S | Jour / Soir / Nuit / Fêtes O / N / N / N | Voy. / an — | Exploitant Soléa |
| 9     | Desserte : - Villes et lieux desservis : Rixheim (Centre-ville, Zone industrielle), Illzach (Pôle économique de l'Île Napoléon, Centre commercial Île Napoléon, Mairie), Mulhouse (Nouveau Bassin, La Filature) et Kingersheim - Stations et gares desservies : Gare de Rixheim à distance à l'arrêt Glycines, Nouveau Bassin (2) et Lefebvre (2). | | | | | | | | |
| 9     | Autre : - Arrêts non accessibles aux UFR : Bois, Colbert, Berne, Hollande, Papillons, Guillaume Tell, Suisse, Belgique, Luxembourg, Ill vers Kingersheim, Pyramide, Lefebvre, Vauban, Tir et Hoffet. - Amplitudes horaires : La ligne fonctionne du lundi au vendredi de 5 h 50 à 19 h 30 et le samedi de 6 h 55 à 19 h 30 environ. - Particularités : - Seuls quelques services vont jusqu'au terminus Saint-Jean ; - En période scolaire des services scolaires peuvent avoir leur terminus à Lefebvre, souvent la dernière semaines avant les vacances d'été. - Date de dernière mise à jour : 5 septembre 2022. | | | | | | | | |
| 9     | Dernière actualisation : — | | | | | | | | |
| 10    | Brunstatt-Didenheim — Vignerons (Brunstatt-Didenheim — Arthur Ashe / Zillisheim — Zillisheim) ⥋ Riedisheim — Sainte-Ursule | Brunstatt-Didenheim — Vignerons (Brunstatt-Didenheim — Arthur Ashe / Zillisheim — Zillisheim) ⥋ Riedisheim — Sainte-Ursule                                    | Brunstatt-Didenheim — Vignerons (Brunstatt-Didenheim — Arthur Ashe / Zillisheim — Zillisheim) ⥋ Riedisheim — Sainte-Ursule                                    | Brunstatt-Didenheim — Vignerons (Brunstatt-Didenheim — Arthur Ashe / Zillisheim — Zillisheim) ⥋ Riedisheim — Sainte-Ursule                                    | Brunstatt-Didenheim — Vignerons (Brunstatt-Didenheim — Arthur Ashe / Zillisheim — Zillisheim) ⥋ Riedisheim — Sainte-Ursule                                    | Brunstatt-Didenheim — Vignerons (Brunstatt-Didenheim — Arthur Ashe / Zillisheim — Zillisheim) ⥋ Riedisheim — Sainte-Ursule                                    | Brunstatt-Didenheim — Vignerons (Brunstatt-Didenheim — Arthur Ashe / Zillisheim — Zillisheim) ⥋ Riedisheim — Sainte-Ursule                                    | Brunstatt-Didenheim — Vignerons (Brunstatt-Didenheim — Arthur Ashe / Zillisheim — Zillisheim) ⥋ Riedisheim — Sainte-Ursule                                    | Brunstatt-Didenheim — Vignerons (Brunstatt-Didenheim — Arthur Ashe / Zillisheim — Zillisheim) ⥋ Riedisheim — Sainte-Ursule                                    |
| 10    | Ouverture / Fermeture 2 septembre 2019 / — | Longueur 9,5 km | Durée 35 (49) min | Nb. d’arrêts 29 (38) | Matériel Standards / Articulés Taxi (dimanche) | Jours de fonctionnement L, Ma, Me, J, V, S, D | Jour / Soir / Nuit / Fêtes O / O / N / O | Voy. / an — | Exploitant Soléa |
| 10    | Desserte : - Villes et lieux desservis : Zillisheim (Collège privé épiscopal, Mairie), Flaxlanden, Brunstatt-Didenheim (Centre omnisports, Mairie déléguée de Brunstatt, Église Saint-Georges), Mulhouse (Hôpital du Hasenrain, Port de plaisance, Musée de l'Impression sur étoffes) et Riedisheim (Centre-ville) - Stations et gares desservies : Gare de Zillisheim à distance à l'arrêt Auberge Mohn, Gare de Flaxlanden à distance à l'arrêt Saint-Hubert et Gare de Mulhouse-Ville. | | | | | | | | |
| 10    | Autre : - Arrêts non accessibles aux UFR : Soleure, Zillisheim, Zillisheim Mairie, Vallée, St-Hubert, Croix de Burn, Vergers, Vignerons, Clemenceau vers Vignerons, Général Leclerc, Ermitage, Écureuils, Waldeck et Weiss. - Amplitudes horaires : La ligne fonctionne du lundi au samedi de 5 h 45 à 22 h 30 et les dimanches et fêtes de 8 h 15 à 22 h 30 environ. - Particularités : - En période scolaire, des dessertes scolaires vers le collège et lycée épiscopal et le collège Pierre Pflimlin sont assurées, en bus articulés pour cette dernière ; - Du lundi au samedi, pour les trois derniers départs ainsi que les dimanches et jours fériés, le service est assuré en taxi. - Date de dernière mise à jour : 5 septembre 2022. | | | | | | | | |
| 10    | Dernière actualisation : — | | | | | | | | |
| 11    | Rixheim-Habsheim — Centre nautique Île Napoléon ⥋ Mulhouse — Gare Centrale | Rixheim-Habsheim — Centre nautique Île Napoléon ⥋ Mulhouse — Gare Centrale                                                                                    | Rixheim-Habsheim — Centre nautique Île Napoléon ⥋ Mulhouse — Gare Centrale                                                                                    | Rixheim-Habsheim — Centre nautique Île Napoléon ⥋ Mulhouse — Gare Centrale                                                                                    | Rixheim-Habsheim — Centre nautique Île Napoléon ⥋ Mulhouse — Gare Centrale                                                                                    | Rixheim-Habsheim — Centre nautique Île Napoléon ⥋ Mulhouse — Gare Centrale                                                                                    | Rixheim-Habsheim — Centre nautique Île Napoléon ⥋ Mulhouse — Gare Centrale                                                                                    | Rixheim-Habsheim — Centre nautique Île Napoléon ⥋ Mulhouse — Gare Centrale                                                                                    | Rixheim-Habsheim — Centre nautique Île Napoléon ⥋ Mulhouse — Gare Centrale                                                                                    |
| 11    | Ouverture / Fermeture 2 septembre 2019 / — | Longueur 11,1 km | Durée 31 / 33 min | Nb. d’arrêts 26 / 28 | Matériel Standards Articulés | Jours de fonctionnement L, Ma, Me, J, V, S, D | Jour / Soir / Nuit / Fêtes O / O / N / O | Voy. / an — | Exploitant Soléa |
| 11    | Desserte : - Villes et lieux desservis : Habsheim (Centre nautique de l'Île Napoléon), Rixheim (Centre-ville), Riedisheim (Centre-ville) et Mulhouse (Musée de l'Impression sur étoffes, Place de la République, Port de plaisance) - Stations et gares desservies : Gare de Rixheim à distance à l'arrêt Glycines, Gare de Mulhouse-Ville et République (1, 3 et Tram-train). | | | | | | | | |
| 11    | Autre : - Arrêts non accessibles aux UFR : Centre nautique Île Napoléon, Aérodrome, Chapelle, Œillets, Narcisses, "Haut-Point", Sierentz, Tivoli et Général Leclerc. - Particularité : La ligne c'est vu amputé des arrêts Entremont et Alpilles situé au cœur du quartier Entremont. - Amplitudes horaires : La ligne fonctionne du lundi au samedi de 5 h 55 à 22 h 45 et les dimanches et fêtes de 7 h 20 à 22 h 45 environ. - Date de dernière mise à jour : 5 septembre 2022. | | | | | | | | |
| 11    | Dernière actualisation : — | | | | | | | | |
| 12    | Wittelsheim — Hohmatten / Pfastatt — Étang Saint-Pierre ⥋ Mulhouse — Lefebvre | Wittelsheim — Hohmatten / Pfastatt — Étang Saint-Pierre ⥋ Mulhouse — Lefebvre                                                                                 | Wittelsheim — Hohmatten / Pfastatt — Étang Saint-Pierre ⥋ Mulhouse — Lefebvre                                                                                 | Wittelsheim — Hohmatten / Pfastatt — Étang Saint-Pierre ⥋ Mulhouse — Lefebvre                                                                                 | Wittelsheim — Hohmatten / Pfastatt — Étang Saint-Pierre ⥋ Mulhouse — Lefebvre                                                                                 | Wittelsheim — Hohmatten / Pfastatt — Étang Saint-Pierre ⥋ Mulhouse — Lefebvre                                                                                 | Wittelsheim — Hohmatten / Pfastatt — Étang Saint-Pierre ⥋ Mulhouse — Lefebvre                                                                                 | Wittelsheim — Hohmatten / Pfastatt — Étang Saint-Pierre ⥋ Mulhouse — Lefebvre                                                                                 | Wittelsheim — Hohmatten / Pfastatt — Étang Saint-Pierre ⥋ Mulhouse — Lefebvre                                                                                 |
| 12    | Ouverture / Fermeture 2 septembre 2019 / — | Longueur 17,4 km | Durée 42 / 23 min | Nb. d’arrêts 36 / 23 | Matériel Standards Articulés | Jours de fonctionnement L, Ma, Me, J, V, S, D | Jour / Soir / Nuit / Fêtes O / O / N / O | Voy. / an — | Exploitant Soléa |
| 12    | Desserte : - Villes et lieux desservis : Wittelsheim (Zone commerciale, Mairie, Lycée Amélie-Zurcher, Cité Amélie I, Puits Amélie), Richwiller (Cité Amélie II, Centre-ville), Pfastatt, Mulhouse (Bourtzwiller, Nouveau Bassin, La Filature) et Illzach (Espace 110, Cimetière, Modenheim) - Stations et gares desservies : Châtaignier (1), Nouveau Bassin (2) et Lefebvre (2). | | | | | | | | |
| 12    | Autre : - Arrêts non accessibles aux UFR : Hohmatten vers Lefebvre, Dorfbach, Iris, Lucelle, Cité Amélie 2 vers Wittelsheim, Nonnenbruch vers Lefebvre, Plaine, Maquisards, Meyer vers Lefebvre, Saint-Malo, Riquewihr, Bosquets, Cimetière Nord, Vosges vers Lefebvre et Ill vers Lefebvre, et Lefebvre. - Amplitudes horaires : La ligne fonctionne du lundi au samedi de 5 h 35 à 22 h 20 et les dimanches et fêtes de 8 h à 22 h 20 environ. - Particularités : - Un bus sur deux est limité au terminus Étang Saint-Pierre en heures de pointe et samedi et vacances scolaires, sauf les dimanches et fêtes ; - Le dernier service du lundi au samedi ainsi que les dimanches et fêtes toute la journée, le service est effectué en taxi. - Date de dernière mise à jour : 5 septembre 2022.                                                                                          | | | | | | | | |
| 12    | Dernière actualisation : — | | | | | | | | |
| 13    | Mulhouse — Hôpital E. Muller ⥋ Morschwiller-le-Bas — Campanule | Mulhouse — Hôpital E. Muller ⥋ Morschwiller-le-Bas — Campanule                                                                                                | Mulhouse — Hôpital E. Muller ⥋ Morschwiller-le-Bas — Campanule                                                                                                | Mulhouse — Hôpital E. Muller ⥋ Morschwiller-le-Bas — Campanule                                                                                                | Mulhouse — Hôpital E. Muller ⥋ Morschwiller-le-Bas — Campanule                                                                                                | Mulhouse — Hôpital E. Muller ⥋ Morschwiller-le-Bas — Campanule                                                                                                | Mulhouse — Hôpital E. Muller ⥋ Morschwiller-le-Bas — Campanule                                                                                                | Mulhouse — Hôpital E. Muller ⥋ Morschwiller-le-Bas — Campanule                                                                                                | Mulhouse — Hôpital E. Muller ⥋ Morschwiller-le-Bas — Campanule                                                                                                |
| 13    | Ouverture / Fermeture 2 septembre 2019 / — | Longueur 11 km | Durée 30 min | Nb. d’arrêts 24 | Matériel Midibus Standards | Jours de fonctionnement L, Ma, Me, J, V, S | Jour / Soir / Nuit / Fêtes O / N / N / N | Voy. / an — | Exploitant Soléa |
| 13    | Desserte : - Villes et lieux desservis : Mulhouse (Hôpital Émile Muller, Hôpital du Hasenrain, Stade nautique de l'Illberg, Haut-Poirier, Campus de l'Illberg, Palais des sports, Patinoire de l'Illberg, Stade de l'Ill, Église Saint-Barthélémy, Dornach, Zone d'activités de la Mer Rouge), Brunstatt-Didenheim et Morschwiller-le-Bas (Zone commerciale, centre-ville) - Stations et gares desservies : Université (2), Palais des Sports (2) et Gare de Mulhouse-Dornach. | | | | | | | | |
| 13    | Autre : - Arrêts non accessibles aux UFR : Poitou et Péguy vers Source, Vallons, Hirondelles vers Source, Palais des Sports, Agriculture,Montavont, Technopole, Trois Epis, Source, Pélerins, Cure, Oberdorf et Campanule. - Amplitudes horaires : La ligne fonctionne du lundi au vendredi de 6 h 10 à 20 h et le samedi de 6 h 20 à 19 h 50 environ. - Particularités : En cas de pannes sur plusieurs minibus ou midibus, des standards peuvent circuler sur cette ligne. Dans ce cas la ligne est obligée d'effectuer un détour par le centre de Brunstatt, et le temps de parcours est plus long de 10 min par trajet. - Date de dernière mise à jour : 5 septembre 2022. | | | | | | | | |
| 13    | Dernière actualisation : — | | | | | | | | |
| 14    | Brunstatt-Didenheim — Didenheim Mairie (Brunstatt-Didenheim — Arthur Ashe / Zillisheim — Zillisheim) ⥋ Lutterbach — Lutterbach Gare (Lutterbach — Kleindorf) | Brunstatt-Didenheim — Didenheim Mairie (Brunstatt-Didenheim — Arthur Ashe / Zillisheim — Zillisheim) ⥋ Lutterbach — Lutterbach Gare (Lutterbach — Kleindorf)  | Brunstatt-Didenheim — Didenheim Mairie (Brunstatt-Didenheim — Arthur Ashe / Zillisheim — Zillisheim) ⥋ Lutterbach — Lutterbach Gare (Lutterbach — Kleindorf)  | Brunstatt-Didenheim — Didenheim Mairie (Brunstatt-Didenheim — Arthur Ashe / Zillisheim — Zillisheim) ⥋ Lutterbach — Lutterbach Gare (Lutterbach — Kleindorf)  | Brunstatt-Didenheim — Didenheim Mairie (Brunstatt-Didenheim — Arthur Ashe / Zillisheim — Zillisheim) ⥋ Lutterbach — Lutterbach Gare (Lutterbach — Kleindorf)  | Brunstatt-Didenheim — Didenheim Mairie (Brunstatt-Didenheim — Arthur Ashe / Zillisheim — Zillisheim) ⥋ Lutterbach — Lutterbach Gare (Lutterbach — Kleindorf)  | Brunstatt-Didenheim — Didenheim Mairie (Brunstatt-Didenheim — Arthur Ashe / Zillisheim — Zillisheim) ⥋ Lutterbach — Lutterbach Gare (Lutterbach — Kleindorf)  | Brunstatt-Didenheim — Didenheim Mairie (Brunstatt-Didenheim — Arthur Ashe / Zillisheim — Zillisheim) ⥋ Lutterbach — Lutterbach Gare (Lutterbach — Kleindorf)  | Brunstatt-Didenheim — Didenheim Mairie (Brunstatt-Didenheim — Arthur Ashe / Zillisheim — Zillisheim) ⥋ Lutterbach — Lutterbach Gare (Lutterbach — Kleindorf)  |
| 14    | Ouverture / Fermeture 2 septembre 2019 / — | Longueur — | Durée 28 (61) min | Nb. d’arrêts 20 (32) | Matériel Standards Taxi (dimanche) | Jours de fonctionnement L, Ma, Me, J, V, S, D | Jour / Soir / Nuit / Fêtes O / O / N / O | Voy. / an — | Exploitant Transdev Grand Est |
| 14    | Desserte : - Villes et lieux desservis : Zillisheim (Collège privé épiscopal, Mairie), Flaxlanden, Brunstatt-Didenheim (Centre omnisports, Mairie déléguée de Didenheim), Mulhouse (Lycée Louis-Armand, Coteaux, Dornach) et Lutterbach (Centre-ville, Cité de l'Habitat) - Stations et gares desservies : Gare de Zillisheim à distance à l'arrêt Auberge Mohn, Gare de Flaxlanden à distance à l'arrêt Saint-Hubert, Bel Air (2), Nations (2), Gare de Mulhouse-Dornach et Gare de Lutterbach. | | | | | | | | |
| 14    | Autre : - Arrêts non accessibles aux UFR : Soleure, Zillisheim, Zillisheim Mairie, Vallée, St-Hubert, Croix de Burn, Vergers, 25 novembre vers Lutterbach, Cigognes, CCI Campus, Nations, Ravin, Cimetière Dornach, Verriers, Habitat et Reiningue. - Amplitudes horaires : La ligne fonctionne du lundi au samedi de 6 h 40 à 8 h 45, de 11 h 40 à 14 h 10 et de 15 h 25 à 18 h 55 et les dimanches et fêtes de 9 h à 18 h 10 environ. En dehors de ces horaires, le service est assuré en transport à la demande via Filéa. - Particularités : - En période scolaire, des dessertes scolaires vers le collège et lycée épiscopal et le collège Arthur-Ashe sont assurées ; - Du lundi au vendredi, la ligne est prolongée jusqu'au terminus Kleindorf, a certain service ; - Les dimanches et jours fériés, le service est assuré en taxi. - Date de dernière mise à jour : 5 juin 2022. | | | | | | | | |
| 14    | Dernière actualisation : — | | | | | | | | |
| 15    | Mulhouse — Lefebvre Riedisheim — Ste Ursule ⥋ Sausheim — Sausheim Mairie / Wittenheim — Sainte-Barbe Baldersheim — Baldersheim Mairie / Battenheim — Colibris | Mulhouse — Lefebvre Riedisheim — Ste Ursule ⥋ Sausheim — Sausheim Mairie / Wittenheim — Sainte-Barbe Baldersheim — Baldersheim Mairie / Battenheim — Colibris | Mulhouse — Lefebvre Riedisheim — Ste Ursule ⥋ Sausheim — Sausheim Mairie / Wittenheim — Sainte-Barbe Baldersheim — Baldersheim Mairie / Battenheim — Colibris | Mulhouse — Lefebvre Riedisheim — Ste Ursule ⥋ Sausheim — Sausheim Mairie / Wittenheim — Sainte-Barbe Baldersheim — Baldersheim Mairie / Battenheim — Colibris | Mulhouse — Lefebvre Riedisheim — Ste Ursule ⥋ Sausheim — Sausheim Mairie / Wittenheim — Sainte-Barbe Baldersheim — Baldersheim Mairie / Battenheim — Colibris | Mulhouse — Lefebvre Riedisheim — Ste Ursule ⥋ Sausheim — Sausheim Mairie / Wittenheim — Sainte-Barbe Baldersheim — Baldersheim Mairie / Battenheim — Colibris | Mulhouse — Lefebvre Riedisheim — Ste Ursule ⥋ Sausheim — Sausheim Mairie / Wittenheim — Sainte-Barbe Baldersheim — Baldersheim Mairie / Battenheim — Colibris | Mulhouse — Lefebvre Riedisheim — Ste Ursule ⥋ Sausheim — Sausheim Mairie / Wittenheim — Sainte-Barbe Baldersheim — Baldersheim Mairie / Battenheim — Colibris | Mulhouse — Lefebvre Riedisheim — Ste Ursule ⥋ Sausheim — Sausheim Mairie / Wittenheim — Sainte-Barbe Baldersheim — Baldersheim Mairie / Battenheim — Colibris |
| 15    | Ouverture / Fermeture 2 septembre 2019 / — | Longueur — | Durée 20 / 38 min | Nb. d’arrêts 19 / 32 | Matériel Standards Articulé Taxi (dimanche) | Jours de fonctionnement L, Ma, Me, J, V, S, D | Jour / Soir / Nuit / Fêtes O / O / N / O | Voy. / an — | Exploitant Transdev Grand Est |
| 15    | Desserte : - Villes et lieux desservis : Mulhouse (Nouveau Bassin, La Filature), Illzach (Modenheim), Sausheim (Centre-ville), Baldersheim (Mairie), Battenheim (Mairie), Ruelisheim (Centre-ville) et Wittenheim (Cité Sainte-Barbe) - Stations et gares desservies : Lefebvre (2) et Nouveau Bassin (2). | | | | | | | | |
| 15    | Autre : - Arrêts non accessibles aux UFR : Lefebvre, Sainte-Ursule, Ill vers Lefebvre, La Fontaine, Bains, Oiseaux, Mirabelles, Platanes, Saint-Imier, Pont de l'Ill, Fey, De Gaulle et Henner. - Amplitudes horaires : La ligne fonctionne du lundi au samedi de 6 h 25 à 19 h 15 et les dimanches et fêtes de 7 h 40 à 19 h 30 environ. - Particularités : - La ligne dessert Wittenheim à raison d'une dizaine de services par jour ; cette desserte est assurée en transport à la demande par Fliéa en heures creuses ; - En période scolaire une desserte scolaire du collège Sainte-Ursule de Riedisheim est assurée par autocar au départ de l'arrêt Colibris et effectuée par un articulé au départ de l'arrêt Mirabelle et à destination de Lefebvre. - Date de dernière mise à jour : 5 juin 2022.                                                                               | | | | | | | | |
| 15    | Dernière actualisation : — | | | | | | | | |
| 16    | Illzach — Osenbach ⥋ Mulhouse — Mer Rouge | Illzach — Osenbach ⥋ Mulhouse — Mer Rouge | Illzach — Osenbach ⥋ Mulhouse — Mer Rouge | Illzach — Osenbach ⥋ Mulhouse — Mer Rouge | Illzach — Osenbach ⥋ Mulhouse — Mer Rouge | Illzach — Osenbach ⥋ Mulhouse — Mer Rouge | Illzach — Osenbach ⥋ Mulhouse — Mer Rouge | Illzach — Osenbach ⥋ Mulhouse — Mer Rouge | Illzach — Osenbach ⥋ Mulhouse — Mer Rouge |
| 16    | Ouverture / Fermeture 2 septembre 2019 / — | Longueur 12,3 km | Durée 42 min | Nb. d’arrêts 32 | Matériel Standards Taxi (dimanche) | Jours de fonctionnement L, Ma, Me, J, V, S, D | Jour / Soir / Nuit / Fêtes O / N / N / O | Voy. / an — | Exploitant Soléa |
| 16    | Desserte : - Villes et lieux desservis : Illzach (Mairie) et Mulhouse (Nouveau Bassin, La Filature, Tribunal de grande instance, Place de la Liberté, Tour de l'Europe, Centre commercial Porte Jeune, Clinique du Diaconat-Roosevelt, Haute École des arts du Rhin, Palais des Sports, Lycée Louis-Armand, Coteaux, Zone d'activités de la Mer Rouge) - Stations et gares desservies : Lefebvre (2), Nordfeld (2), Porte Jeune (1, 2, 3 et Tram-train) à distance à l'arrêt Anvers, Grand Rex (1), Daguerre (2, 3 et Tram-train), Bel Air (2) et Nations (2). | | | | | | | | |
| 16    | Autre : - Arrêts non accessibles aux UFR : Aubépines, Vauban, Tir, Lefebvre, Grand Rex vers Mer Rouge, Schweitzer, Stoessel, Hochstatt, Nations, Sochaux, Belfort et Mer Rouge. - Amplitudes horaires : La ligne fonctionne du lundi au samedi de 5 h 20 à 21 h 5 et les dimanches et fêtes de 8 h 30 à 20 h 25 environ. - Date de dernière mise à jour : 25 septembre 2024. | | | | | | | | |
| 16    | Dernière actualisation : — | | | | | | | | |
| 17    | Lutterbach — Allée du Chêne ⥋ Lutterbach — Lutterbach Gare | Lutterbach — Allée du Chêne ⥋ Lutterbach — Lutterbach Gare | Lutterbach — Allée du Chêne ⥋ Lutterbach — Lutterbach Gare | Lutterbach — Allée du Chêne ⥋ Lutterbach — Lutterbach Gare | Lutterbach — Allée du Chêne ⥋ Lutterbach — Lutterbach Gare | Lutterbach — Allée du Chêne ⥋ Lutterbach — Lutterbach Gare | Lutterbach — Allée du Chêne ⥋ Lutterbach — Lutterbach Gare | Lutterbach — Allée du Chêne ⥋ Lutterbach — Lutterbach Gare | Lutterbach — Allée du Chêne ⥋ Lutterbach — Lutterbach Gare |
| 17    | Ouverture / Fermeture 2 novembre 2021 / — | Longueur 2 km | Durée 5 min | Nb. d’arrêts 4 | Matériel Minibus | Jours de fonctionnement Ma, Me, J, V, S | Jour / Soir / Nuit / Fêtes O / N / N / N | Voy. / an — | Exploitant LK Chopin-Heitz |
| 17    | Desserte : - Villes et lieux desservis : Lutterbach (Centre pénitentiaire, Cité de l'habitat) - Stations et gares desservies : Gare de Lutterbach. | | | | | | | | |
| 17    | Autre : - Arrêts non accessibles aux UFR : Habitat et Savonnerie" - Amplitudes horaires : La ligne fonctionne du mardi au samedi de 7 h 30 à 18 h environ. - Date de dernière mise à jour : 5 septembre 2022. | | | | | | | | |
| 17    | Dernière actualisation : — | | | | | | | | |

#### Lignes interurbaines
| Ligne     | Caractéristiques | Caractéristiques                                                                          | Caractéristiques                                                                          | Caractéristiques                                                                          | Caractéristiques                                                                          | Caractéristiques                                                                          | Caractéristiques                                                                          | Caractéristiques                                                                          | Caractéristiques                                                                          |
| 50 / R057 | Reiningue — Château d'Eau ⥋ Mulhouse — Rattachement | Reiningue — Château d'Eau ⥋ Mulhouse — Rattachement                                       | Reiningue — Château d'Eau ⥋ Mulhouse — Rattachement                                       | Reiningue — Château d'Eau ⥋ Mulhouse — Rattachement                                       | Reiningue — Château d'Eau ⥋ Mulhouse — Rattachement                                       | Reiningue — Château d'Eau ⥋ Mulhouse — Rattachement                                       | Reiningue — Château d'Eau ⥋ Mulhouse — Rattachement                                       | Reiningue — Château d'Eau ⥋ Mulhouse — Rattachement                                       | Reiningue — Château d'Eau ⥋ Mulhouse — Rattachement                                       |
| --------- | --- | ----------------------------------------------------------------------------------------- | ----------------------------------------------------------------------------------------- | ----------------------------------------------------------------------------------------- | ----------------------------------------------------------------------------------------- | ----------------------------------------------------------------------------------------- | ----------------------------------------------------------------------------------------- | ----------------------------------------------------------------------------------------- | ----------------------------------------------------------------------------------------- |
| 50 / R057 | Ouverture / Fermeture — / — | Longueur 9,3 km                                                                           | Durée 15 (16) min                                                                         | Nb. d’arrêts 16 (17)                                                                      | Matériel Autocars                                                                         | Jours de fonctionnement L, Ma, Me, J, V, S                                                | Jour / Soir / Nuit / Fêtes O / N / N / N                                                  | Voy. / an —                                                                               | Exploitant LK Chopin Heitz                                                                |
| 50 / R057 | Desserte : - Villes et lieux desservis : Reiningue (Centre-ville), Lutterbach (Mairie), Pfastatt (Zones industrielles) et Mulhouse (Bourtzwiller, Église Saint-Antoine) - Stations et gares desservies : Gare de Lutterbach et Rattachement (1). |                                                                                           |                                                                                           |                                                                                           |                                                                                           |                                                                                           |                                                                                           |                                                                                           |                                                                                           |
| 50 / R057 | Autre : - Arrêts non accessibles aux UFR :Daensche vers Mulhouse, Triangle, Guimet, Les Perches, Leimbach, Habitat, Cotonade, Soieries, Irrigation, Textile et Rattachement. - Amplitudes horaires : La ligne fonctionne du lundi au vendredi à raison de cinq allers-retours par jour et le samedi à raison de quatre allers-retours par jour. - Intégration tarifaire : La ligne 50 constitue l'intégration tarifaire de la section de la ligne 68R057 de [[Fluo Grand Est 68]] située à l'intérieur du périmètre de Mulhouse Alsace Agglomération. - Date de dernière mise à jour : 5 octobre 2022. |                                                                                           |                                                                                           |                                                                                           |                                                                                           |                                                                                           |                                                                                           |                                                                                           |                                                                                           |
| 50 / R057 | Dernière actualisation : — |                                                                                           |                                                                                           |                                                                                           |                                                                                           |                                                                                           |                                                                                           |                                                                                           |                                                                                           |
| 51 / R63  | Zillisheim — Clair Horizon ⥋ Mulhouse — Gare Centrale | Zillisheim — Clair Horizon ⥋ Mulhouse — Gare Centrale                                     | Zillisheim — Clair Horizon ⥋ Mulhouse — Gare Centrale                                     | Zillisheim — Clair Horizon ⥋ Mulhouse — Gare Centrale                                     | Zillisheim — Clair Horizon ⥋ Mulhouse — Gare Centrale                                     | Zillisheim — Clair Horizon ⥋ Mulhouse — Gare Centrale                                     | Zillisheim — Clair Horizon ⥋ Mulhouse — Gare Centrale                                     | Zillisheim — Clair Horizon ⥋ Mulhouse — Gare Centrale                                     | Zillisheim — Clair Horizon ⥋ Mulhouse — Gare Centrale                                     |
| 51 / R63  | Ouverture / Fermeture — / — | Longueur —                                                                                | Durée 22 min                                                                              | Nb. d’arrêts 17                                                                           | Matériel Autocars                                                                         | Jours de fonctionnement L, Ma, Me, J, V, S                                                | Jour / Soir / Nuit / Fêtes O / N / N / N                                                  | Voy. / an —                                                                               | Exploitant Transdev Grand Est / LK Chopin Heitz                                           |
| 51 / R63  | Desserte : - Villes et lieux desservis : Zillisheim (Collège privé épiscopal, Mairie), Flaxlanden (Centre-ville), Brunstatt-Didenheim (Centre omnisports, Mairie déléguée de Brunstatt, Église Saint-Georges), Mulhouse (Hôpital du Hasenrain, Stade nautique de l'Illberg, Haut-Poirier, Campus de l'Illberg, Palais des sports, Patinoire de l'Illberg, Stade de l'Ill, Haute École des arts du Rhin, Porte du Miroir, Port de plaisance, Musée de l'Impression sur étoffes) - Stations et gares desservies : Gare de Zillisheim à distance à l'arrêt Auberge Mohn, Gare de Flaxlanden à distance à l'arrêt Saint-Hubert, Université (2), Palais des Sports (2), Daguerre (2, 3 et Tram-train), Tour Nessel (2, 3 et Tram-train) et Gare de Mulhouse-Ville. |                                                                                           |                                                                                           |                                                                                           |                                                                                           |                                                                                           |                                                                                           |                                                                                           |                                                                                           |
| 51 / R63  | Autre : - Arrêts non accessibles aux UFR : Clair Horizon, Auberge Mohn, Vallée, St-Hubert, Croix du Burn, Vergers, Vignerons, Soleure, Hirondelles vers Mulhouse, Palais des Sports, Daguerre, Tour Nessel et Général Leclerc. - Amplitudes horaires : La ligne fonctionne du lundi au vendredi à raison de huit allers-retours par jour et le samedi à raison de six allers et 7 retours par jour. - Particularités : tous les services passent par l'université. - Intégration tarifaire : La ligne 51 constitue l'intégration tarifaire de la section de la ligne 68R063 de [[Fluo Grand Est 68]] située à l'intérieur du périmètre de Mulhouse Alsace Agglomération. - Date de dernière mise à jour : 5 octobre 2022. |                                                                                           |                                                                                           |                                                                                           |                                                                                           |                                                                                           |                                                                                           |                                                                                           |                                                                                           |
| 51 / R63  | Dernière actualisation : — |                                                                                           |                                                                                           |                                                                                           |                                                                                           |                                                                                           |                                                                                           |                                                                                           |                                                                                           |
| 52 / R61  | Galfingue — Trivier-Fernandez / Morschwiller-le-Bas — Campanule ⥋ Mulhouse — université 2 | Galfingue — Trivier-Fernandez / Morschwiller-le-Bas — Campanule ⥋ Mulhouse — université 2 | Galfingue — Trivier-Fernandez / Morschwiller-le-Bas — Campanule ⥋ Mulhouse — université 2 | Galfingue — Trivier-Fernandez / Morschwiller-le-Bas — Campanule ⥋ Mulhouse — université 2 | Galfingue — Trivier-Fernandez / Morschwiller-le-Bas — Campanule ⥋ Mulhouse — université 2 | Galfingue — Trivier-Fernandez / Morschwiller-le-Bas — Campanule ⥋ Mulhouse — université 2 | Galfingue — Trivier-Fernandez / Morschwiller-le-Bas — Campanule ⥋ Mulhouse — université 2 | Galfingue — Trivier-Fernandez / Morschwiller-le-Bas — Campanule ⥋ Mulhouse — université 2 | Galfingue — Trivier-Fernandez / Morschwiller-le-Bas — Campanule ⥋ Mulhouse — université 2 |
| 52 / R61  | Ouverture / Fermeture — / — | Longueur —                                                                                | Durée 12 / 19 min                                                                         | Nb. d’arrêts 10 / 15                                                                      | Matériel Autocars Taxi (dimanche)                                                         | Jours de fonctionnement L, Ma, Me, J, V, S, D                                             | Jour / Soir / Nuit / Fêtes O / O / N / O                                                  | Voy. / an —                                                                               | Exploitant Transdev Grand Est                                                             |
| 52 / R61  | Desserte : - Villes et lieux desservis : Galfingue (Centre-ville), Heimsbrunn (Centre-ville), Morschwiller-le-Bas (Centre-ville, Zone commerciale) et Mulhouse (Coteaux) - Stations et gares desservies : Nations (2) +Bel Air (2) Illberg (2) et Université (2) |                                                                                           |                                                                                           |                                                                                           |                                                                                           |                                                                                           |                                                                                           |                                                                                           |                                                                                           |
| 52 / R61  | Autre : - Arrêts non accessibles aux UFR : Saule, Luge, Campanule, Oberdorf, Cure, Pèlerins vers Mulhouse, Belfort, Sochaux et Nations. - Amplitudes horaires : La ligne fonctionne du lundi au vendredi à raison de dix allers-retours par jour, le samedi à raison de trois allers-retours par jour et les dimanches et fêtes à raison de cinq allers-retours par jour. - Particularités : - Certains services relient Mulhouse à l'arrêt Campanule uniquement ; - Les dimanches et jours fériés, le service est assuré en taxi. - Intégration tarifaire : La ligne 52 constitue l'intégration tarifaire de la section de la ligne 68R059 de [[Fluo Grand Est 68]] située à l'intérieur du périmètre de Mulhouse Alsace Agglomération. - Date de dernière mise à jour : 5 octobre 2022. |                                                                                           |                                                                                           |                                                                                           |                                                                                           |                                                                                           |                                                                                           |                                                                                           |                                                                                           |
| 52 / R61  | Dernière actualisation : — |                                                                                           |                                                                                           |                                                                                           |                                                                                           |                                                                                           |                                                                                           |                                                                                           |                                                                                           |
| 53 / R59  | Wittelsheim — Bellevue ⥋ Wittelsheim — Graffenwald | Wittelsheim — Bellevue ⥋ Wittelsheim — Graffenwald                                        | Wittelsheim — Bellevue ⥋ Wittelsheim — Graffenwald                                        | Wittelsheim — Bellevue ⥋ Wittelsheim — Graffenwald                                        | Wittelsheim — Bellevue ⥋ Wittelsheim — Graffenwald                                        | Wittelsheim — Bellevue ⥋ Wittelsheim — Graffenwald                                        | Wittelsheim — Bellevue ⥋ Wittelsheim — Graffenwald                                        | Wittelsheim — Bellevue ⥋ Wittelsheim — Graffenwald                                        | Wittelsheim — Bellevue ⥋ Wittelsheim — Graffenwald                                        |
| 53 / R59  | Ouverture / Fermeture 31 août 2015 / — | Longueur 5,1 a 5,6 km                                                                     | Durée 12 min                                                                              | Nb. d’arrêts 9                                                                            | Matériel Autocars                                                                         | Jours de fonctionnement L, Ma, Me, J, V, S                                                | Jour / Soir / Nuit / Fêtes O / N / N / N                                                  | Voy. / an —                                                                               | Exploitant LK Chopin Heitz                                                                |
| 53 / R59  | Desserte : - Villes et lieux desservis : Wittelsheim (Zone commerciale, Mairie, Lycée Amélie-Zurcher, Cité Amélie I, Puits Joseph-Else) - Stations et gares desservies : Gare de Graffenwald. |                                                                                           |                                                                                           |                                                                                           |                                                                                           |                                                                                           |                                                                                           |                                                                                           |                                                                                           |
| 53 / R59  | Autre : - Arrêts non accessibles aux UFR : Bellevue, Wittelsheim Mairie, Merle Blanc, Pâquerettes, Genêts et Papin. - Amplitudes horaires : La ligne fonctionne du lundi au samedi de 6 h 45 à 9 h, de 11 h 20 à 13 h 30 et de 15 h 20 à 20 h environ. - Intégration tarifaire : La ligne 53 constitue l'intégration tarifaire de la section de la ligne 68R059 de [[Fluo Grand Est 68]] située à l'intérieur du périmètre de Mulhouse Alsace Agglomération. - Date de dernière mise à jour : 5 octobre 2022. |                                                                                           |                                                                                           |                                                                                           |                                                                                           |                                                                                           |                                                                                           |                                                                                           |                                                                                           |
| 53 / R59  | Dernière actualisation : — |                                                                                           |                                                                                           |                                                                                           |                                                                                           |                                                                                           |                                                                                           |                                                                                           |                                                                                           |
| 54 / R54  | Bollwiller — Elsass ⥋ Mulhouse — Rattachement | Bollwiller — Elsass ⥋ Mulhouse — Rattachement                                             | Bollwiller — Elsass ⥋ Mulhouse — Rattachement                                             | Bollwiller — Elsass ⥋ Mulhouse — Rattachement                                             | Bollwiller — Elsass ⥋ Mulhouse — Rattachement                                             | Bollwiller — Elsass ⥋ Mulhouse — Rattachement                                             | Bollwiller — Elsass ⥋ Mulhouse — Rattachement                                             | Bollwiller — Elsass ⥋ Mulhouse — Rattachement                                             | Bollwiller — Elsass ⥋ Mulhouse — Rattachement                                             |
| 54 / R54  | Ouverture / Fermeture 2005 / — | Longueur 10,4 a 26,3 km                                                                   | Durée 30 / 39 min                                                                         | Nb. d’arrêts 33                                                                           | Matériel Autocars                                                                         | Jours de fonctionnement L, Ma, Me, J, V, S                                                | Jour / Soir / Nuit / Fêtes O / N / N / N                                                  | Voy. / an —                                                                               | Exploitant LK Sodag Guebwiller / LK Chopin Heitz                                          |
| 54 / R54  | Desserte : - Villes et lieux desservis : Bollwiller (Mairie), Feldkirch (Centre-ville), Staffelfelden (Mairie, Puits Staffelfelden, Cité Rossallmend), Pulversheim (Mairie, Zones industrielles, Puits Rodolphe, Écomusée d'Alsace), Wittenheim (Zone commerciale Pôle 430), Kingersheim (Zone d'activités Le Carreau, Kaligone) et Mulhouse (Bourtzwiller, Église Saint-Antoine) - Stations et gares desservies : Gare de Bollwiller, Gare de Staffelfelden et Rattachement (1). |                                                                                           |                                                                                           |                                                                                           |                                                                                           |                                                                                           |                                                                                           |                                                                                           |                                                                                           |
| 54 / R54  | Autre : - Arrêts non accessibles aux UFR : Elsass, Gendarmerie, Cité Alex, Ecomusée, Brocante, Pulversheim Mairie, Jeune Chêne, Staffelfelden Mairie, Tapis Volant, Fées, Rossalmend, Niemerich, École des Mines vers Mulhouse, Schœnensteinbach, Jeune Bois, Île de France, École Anna vers Mulhouse, Muguet vers Bollwiller, Galafassi, Strueth, Romains et Rattachement. - Amplitudes horaires : La ligne fonctionne du lundi au samedi de 6 h 10 à 20 h environ, entrecoupée de dessertes en transport à la demande Fliéa à certaines heures. - Particularités : Selon les services, les cars desservent Pulversheim et Feldkirch ou Wittelsheim et Staffelfelden. - Intégration tarifaire : La ligne 54 constitue l'intégration tarifaire de la section de la ligne 68R054 de [[Fluo Grand Est 68]] située à l'intérieur du périmètre de Mulhouse Alsace Agglomération. - Date de dernière mise à jour : 5 octobre 2022.                                                         |                                                                                           |                                                                                           |                                                                                           |                                                                                           |                                                                                           |                                                                                           |                                                                                           |                                                                                           |
| 54 / R54  | Dernière actualisation : — |                                                                                           |                                                                                           |                                                                                           |                                                                                           |                                                                                           |                                                                                           |                                                                                           |                                                                                           |
| 55        | Habsheim — Notre-Dame-des-Champs ⥋ Mulhouse — Gare Centrale | Habsheim — Notre-Dame-des-Champs ⥋ Mulhouse — Gare Centrale                               | Habsheim — Notre-Dame-des-Champs ⥋ Mulhouse — Gare Centrale                               | Habsheim — Notre-Dame-des-Champs ⥋ Mulhouse — Gare Centrale                               | Habsheim — Notre-Dame-des-Champs ⥋ Mulhouse — Gare Centrale                               | Habsheim — Notre-Dame-des-Champs ⥋ Mulhouse — Gare Centrale                               | Habsheim — Notre-Dame-des-Champs ⥋ Mulhouse — Gare Centrale                               | Habsheim — Notre-Dame-des-Champs ⥋ Mulhouse — Gare Centrale                               | Habsheim — Notre-Dame-des-Champs ⥋ Mulhouse — Gare Centrale                               |
| 55        | Ouverture / Fermeture 30 août 2010 / — | Longueur —                                                                                | Durée 19 min                                                                              | Nb. d’arrêts 14                                                                           | Matériel Autocars                                                                         | Jours de fonctionnement L, Ma, Me, J, V, S                                                | Jour / Soir / Nuit / Fêtes O / N / N / N                                                  | Voy. / an —                                                                               | Exploitant Transdev Grand Est                                                             |
| 55        | Desserte : - Villes et lieux desservis : Habsheim (Mairie), Rixheim, Riedisheim (Zone industrielle Est) et Mulhouse (Musée de l'Impression sur étoffes, Port de plaisance) - Stations et gares desservies : Gare de Habsheim et Gare de Mulhouse-Ville. |                                                                                           |                                                                                           |                                                                                           |                                                                                           |                                                                                           |                                                                                           |                                                                                           |                                                                                           |
| 55        | Autre : - Arrêts non accessibles aux UFR : Notre-Dame-des-Champs, Stockbrunna, Aérodrome et Habsheim Gare vers Habsheim. - Amplitudes horaires : La ligne fonctionne du lundi au vendredi à raison de quatre allers-retours par jour et le samedi à raison d'un aller-retour par jour. - Date de dernière mise à jour : 23 septembre 2020. |                                                                                           |                                                                                           |                                                                                           |                                                                                           |                                                                                           |                                                                                           |                                                                                           |                                                                                           |
| 55        | Dernière actualisation : — |                                                                                           |                                                                                           |                                                                                           |                                                                                           |                                                                                           |                                                                                           |                                                                                           |                                                                                           |
| 56 / R65  | Dietwiller — Saint-Wendelin ⥋ Mulhouse — Gare Centrale | Dietwiller — Saint-Wendelin ⥋ Mulhouse — Gare Centrale                                    | Dietwiller — Saint-Wendelin ⥋ Mulhouse — Gare Centrale                                    | Dietwiller — Saint-Wendelin ⥋ Mulhouse — Gare Centrale                                    | Dietwiller — Saint-Wendelin ⥋ Mulhouse — Gare Centrale                                    | Dietwiller — Saint-Wendelin ⥋ Mulhouse — Gare Centrale                                    | Dietwiller — Saint-Wendelin ⥋ Mulhouse — Gare Centrale                                    | Dietwiller — Saint-Wendelin ⥋ Mulhouse — Gare Centrale                                    | Dietwiller — Saint-Wendelin ⥋ Mulhouse — Gare Centrale                                    |
| 56 / R65  | Ouverture / Fermeture 30 août 2010 / — | Longueur —                                                                                | Durée 17 min                                                                              | Nb. d’arrêts 13                                                                           | Matériel Autocars                                                                         | Jours de fonctionnement L, Ma, Me, J, V, S                                                | Jour / Soir / Nuit / Fêtes O / N / N / N                                                  | Voy. / an —                                                                               | Exploitant Transdev Grand Est                                                             |
| 56 / R65  | Desserte : - Villes et lieux desservis : Dietwiller (Centre-ville), Eschentzwiller (Centre-ville), Zimmersheim (Centre-ville), Riedisheim et Mulhouse (Musée de l'Impression sur étoffes, Port de plaisance) - Stations et gares desservies : Gare de Mulhouse-Ville. |                                                                                           |                                                                                           |                                                                                           |                                                                                           |                                                                                           |                                                                                           |                                                                                           |                                                                                           |
| 56 / R65  | Autre : - Arrêts non accessibles aux UFR : Saint-Wendelin, Forge, Mülhbach, Waldeck, Écureuils et Ermitage. - Amplitudes horaires : La ligne fonctionne du lundi au vendredi à raison de six allers-retours par jour et le samedi à raison de trois allers-retours par jour. - Intégration tarifaire : La ligne 56 constitue l'intégration tarifaire de la section de la ligne 68R065 de Fluo Grand Est 68 située à l'intérieur du périmètre de Mulhouse Alsace Agglomération. - Date de dernière mise à jour : 5 octobre 2022. |                                                                                           |                                                                                           |                                                                                           |                                                                                           |                                                                                           |                                                                                           |                                                                                           |                                                                                           |
| 56 / R65  | Dernière actualisation : — |                                                                                           |                                                                                           |                                                                                           |                                                                                           |                                                                                           |                                                                                           |                                                                                           |                                                                                           |
| 57 / R64  | Steinbrunn-le-Bas — Stiermatt ⥋ Mulhouse — Gare Centrale | Steinbrunn-le-Bas — Stiermatt ⥋ Mulhouse — Gare Centrale                                  | Steinbrunn-le-Bas — Stiermatt ⥋ Mulhouse — Gare Centrale                                  | Steinbrunn-le-Bas — Stiermatt ⥋ Mulhouse — Gare Centrale                                  | Steinbrunn-le-Bas — Stiermatt ⥋ Mulhouse — Gare Centrale                                  | Steinbrunn-le-Bas — Stiermatt ⥋ Mulhouse — Gare Centrale                                  | Steinbrunn-le-Bas — Stiermatt ⥋ Mulhouse — Gare Centrale                                  | Steinbrunn-le-Bas — Stiermatt ⥋ Mulhouse — Gare Centrale                                  | Steinbrunn-le-Bas — Stiermatt ⥋ Mulhouse — Gare Centrale                                  |
| 57 / R64  | Ouverture / Fermeture 30 août 2010 / — | Longueur —                                                                                | Durée 23 min                                                                              | Nb. d’arrêts 14                                                                           | Matériel Autocars                                                                         | Jours de fonctionnement L, Ma, Me, J, V, S                                                | Jour / Soir / Nuit / Fêtes O / N / N / N                                                  | Voy. / an —                                                                               | Exploitant Transdev Grand Est                                                             |
| 57 / R64  | Desserte : - Villes et lieux desservis : Steinbrunn-le-Bas (Centre-ville), Bruebach (Centre-ville) et Mulhouse (Hôpital Émile Muller, Parc zoologique et botanique, Musée de l'Impression sur étoffes, Port de plaisance) - Stations et gares desservies : Gare de Mulhouse-Ville. |                                                                                           |                                                                                           |                                                                                           |                                                                                           |                                                                                           |                                                                                           |                                                                                           |                                                                                           |
| 57 / R64  | Autre : - Arrêts non accessibles aux UFR : Stiermatt, Orphelins, Nathalie, Laiterie, Frohberg, Moenchsberg, Cadets, Saint-Damien vers Steinbrunn et Général Leclerc. - Amplitudes horaires : La ligne fonctionne du lundi au vendredi à raison de quatre allers-retours par jour et le samedi à raison de deux allers-retours par jour. - Intégration tarifaire : La ligne 57 constitue l'intégration tarifaire de la section de la ligne 68R064 de Fluo Grand Est 68 située à l'intérieur du périmètre de Mulhouse Alsace Agglomération. - Date de dernière mise à jour : 5 octobre 2022. |                                                                                           |                                                                                           |                                                                                           |                                                                                           |                                                                                           |                                                                                           |                                                                                           |                                                                                           |
| 57 / R64  | Dernière actualisation : — |                                                                                           |                                                                                           |                                                                                           |                                                                                           |                                                                                           |                                                                                           |                                                                                           |                                                                                           |
| 58 / R55  | Bantzenheim — Bantzenheim Nord ⥋ Mulhouse — Gare Centrale | Bantzenheim — Bantzenheim Nord ⥋ Mulhouse — Gare Centrale                                 | Bantzenheim — Bantzenheim Nord ⥋ Mulhouse — Gare Centrale                                 | Bantzenheim — Bantzenheim Nord ⥋ Mulhouse — Gare Centrale                                 | Bantzenheim — Bantzenheim Nord ⥋ Mulhouse — Gare Centrale                                 | Bantzenheim — Bantzenheim Nord ⥋ Mulhouse — Gare Centrale                                 | Bantzenheim — Bantzenheim Nord ⥋ Mulhouse — Gare Centrale                                 | Bantzenheim — Bantzenheim Nord ⥋ Mulhouse — Gare Centrale                                 | Bantzenheim — Bantzenheim Nord ⥋ Mulhouse — Gare Centrale                                 |
| 58 / R55  | Ouverture / Fermeture 3 septembre 2018 / — | Longueur 19,8 km                                                                          | Durée 29 min                                                                              | Nb. d’arrêts 15                                                                           | Matériel Autocars                                                                         | Jours de fonctionnement L, Ma, Me, J, V, S                                                | Jour / Soir / Nuit / Fêtes O / N / N / N                                                  | Voy. / an —                                                                               | Exploitant Transdev Grand Est                                                             |
| 58 / R55  | Desserte : - Villes et lieux desservis : Bantzenheim (Centre-ville, La Grange à Bécanes), Chalampé, Illzach (Pôle économique de l'Île Napoléon, Centre commercial Île Napoléon) et Mulhouse (Cité Drouot, Musée de l'Impression sur étoffes, Place de la République, Port de plaisance) - Stations et gares desservies : Gare de Bantzenheim, République (1, 3 et Tram-train) et Gare de Mulhouse-Ville. |                                                                                           |                                                                                           |                                                                                           |                                                                                           |                                                                                           |                                                                                           |                                                                                           |                                                                                           |
| 58 / R55  | Autre : - Arrêts non accessibles aux UFR : Bantzenheim Nord, Bantzenheim Église, Bantzenheim Est, Les Chênes, Bantzenheim Gare, Carrefour Île Napoléon, Italie, Puits, 'Laurent, Printemps et Porte de Bâle. - Amplitudes horaires : La ligne fonctionne du lundi au vendredi à raison de cinq allers-retours par jour et le samedi à raison de trois allers-retours par jour. - Intégration tarifaire : La ligne 58 constitue l'intégration tarifaire de la section de la ligne 68R055 de [[Fluo Grand Est 68]] située à l'intérieur du périmètre de Mulhouse Alsace Agglomération. - Date de dernière mise à jour : 5 octobre 2022. |                                                                                           |                                                                                           |                                                                                           |                                                                                           |                                                                                           |                                                                                           |                                                                                           |                                                                                           |
| 58 / R55  | Dernière actualisation : — |                                                                                           |                                                                                           |                                                                                           |                                                                                           |                                                                                           |                                                                                           |                                                                                           |                                                                                           |
| 59        | Kembs — Kembs Prés ⥋ Mulhouse — Gare Centrale | Kembs — Kembs Prés ⥋ Mulhouse — Gare Centrale                                             | Kembs — Kembs Prés ⥋ Mulhouse — Gare Centrale                                             | Kembs — Kembs Prés ⥋ Mulhouse — Gare Centrale                                             | Kembs — Kembs Prés ⥋ Mulhouse — Gare Centrale                                             | Kembs — Kembs Prés ⥋ Mulhouse — Gare Centrale                                             | Kembs — Kembs Prés ⥋ Mulhouse — Gare Centrale                                             | Kembs — Kembs Prés ⥋ Mulhouse — Gare Centrale                                             | Kembs — Kembs Prés ⥋ Mulhouse — Gare Centrale                                             |
| 59        | Ouverture / Fermeture 3 septembre 2018 / — | Longueur —                                                                                | Durée 53 min                                                                              | Nb. d’arrêts 32                                                                           | Matériel Autocars                                                                         | Jours de fonctionnement L, Ma, Me, J, V, S                                                | Jour / Soir / Nuit / Fêtes O / N / N / N                                                  | Voy. / an —                                                                               | Exploitant LK Chopin Heitz                                                                |
| 59        | Desserte : - Villes et lieux desservis : Kembs, Niffer (Mairie), Petit-Landau (Mairie), Hombourg (Château, Mairie), Ottmarsheim (Mairie, Zone industrielle), Rixheim, Riedisheim (Zone industrielle Est) et Mulhouse (Musée de l'Impression sur étoffes, Port de plaisance) - Stations et gares desservies : Gare de Mulhouse-Ville. |                                                                                           |                                                                                           |                                                                                           |                                                                                           |                                                                                           |                                                                                           |                                                                                           |                                                                                           |
| 59        | Autre : - Arrêts non accessibles aux UFR : Kembs Prés, Maison du Patrimoine, Ciel, Kembs Nord, Niffer Mairie, Rapp, Saint-Martin, Seger, Hombourg Château, Hombourg Salle des Fêtes, Hombourg Mairie, Canal Alsace, Cigale, Zone industrielle, Massif Central, Rhin, Collège Monod, Maison de la Santé, Supérette, Ottmarsheim Mairie, Boulogne, Chemin Vert vers Mulhouse, Cité Sturm, Industrie, Catalpa et Passerelle vers Mulhouse, Stade Schumacher et Ardennes. - Amplitudes horaires : La ligne fonctionne du lundi au vendredi à raison de sept allers-retours par jour et le samedi à raison de trois allers-retours par jour. - Intégration tarifaire : Bien que située en dehors de l'agglomération, la commune de Kembs est desservie afin de garantir la correspondance avec la ligne 6 du réseau Distribus de Saint-Louis Agglomération depuis la suppression de la ligne 724 de Fluo Grand Est 68 le 31 août 2020. - Date de dernière mise à jour : 13 septembre 2020. |                                                                                           |                                                                                           |                                                                                           |                                                                                           |                                                                                           |                                                                                           |                                                                                           |                                                                                           |
| 59        | Dernière actualisation : — |                                                                                           |                                                                                           |                                                                                           |                                                                                           |                                                                                           |                                                                                           |                                                                                           |                                                                                           |

## Navettes

### Navette centre-ville
Exploitée à l'aide de minibus électriques Bolloré Bluebus, cette navette gratuite, qui ne possède pas d'arrêts fixes dessert les rues du centre-ville de Mulhouse du lundi au samedi de 10 h (14 h le lundi) à 19 h. Elle fonctionne depuis juin 2015.
Une urne disposée à bord des véhicules incite les voyageurs à faire des dons au profit d'associations, qui diffèrent au fil du temps.

### Navette Cité Bus
La navette Cité Bus est une navette gratuite qui dessert depuis mai 2016 le centre-ville de Wittelsheim, en correspondance avec les lignes 12, 53 et Tram Train du lundi au samedi et dessert Staffelfelden les mardis, jeudis et samedis,.

## Services spécifiques

### ChronoPro

Logo de Chronopro

Le service ChronoPro est un service sur réservation, via une application smartphone, mis en place en 2018 dans la zone du Parc des Collines au départ de la station Bel Air de la ligne 2 aux heures de pointe matin, midi et soir,
Le fonctionnement est le suivant :
- Au départ de la station : le bus dessert les arrêts en fonction des demandes des voyageurs, la réservation n'est pas obligatoire ;
- Au départ d'un arrêt de la zone : réservation obligatoire, le voyageur est déposé à la station de tramway ou de bus.

### Filéa

Logo de Filéa

Depuis le 5 septembre 2011, le réseau dispose d'un nouveau service de transport à la demande nommé Filéa. Ce service vient en complément de la desserte de certaines lignes en heures creuses. Il permet de relier un arrêt de ces lignes à une station de tramway ou au centre d'une commune.
La navette Bande Rhénane, créée en 2017 et complémentaire des lignes 58 et 59, est intégrée à l'offre Filéa le 2 septembre 2019.
Liste des dessertes Filéa remplaçant des lignes régulières en heures creuses :
- La ligne 9 à Rixheim (quartier Rotonde) ;
- Les lignes 10, 14 et 51 à Brunstatt-Didenheim, Flaxlanden et Zillisheim ;
- Les lignes 14, 50 et 53 à Lutterbach, Reiningue et Wittelsheim ;
- La ligne 15 à Baldersheim, Battenheim, Ruelisheim et Sausheim ;
- La ligne 52 à Galfingue et Heimsbrunn ;
- La ligne 54 à Bollwiller, Feldkirch, Pulversheim et Staffelfelden ;
- Les lignes 55, 56 et 57 à Bruebach, Dietwiller, Eschentzwiller, Habsheim, Steinbrunn-le-Bas et Zimmersheim ;
- Les lignes 58 et 59 à Chalampé, Bantzenheim, Hombourg, Ottmarsheim, Petit-Landau, Niffer (secteur « bande Rhénane »).

On retrouve aussi des arrêts exclusivement desservis par Filéa à Feldkirch, Mulhouse (quartier Panorama), Riedisheim, Richwiller (Zone industrielle), Sausheim (Résidence du Soleil), Ungersheim et Wittenheim (quartier Fernand Anna).
Les vendredis et samedis soir après 23 h, le service Fliéa de Nuit, qui remplace Taxi Soléa, dessert les arrêts des communes de l'agglomération à l'exception de Mulhouse, Kingersheim, Wittenheim et Lutterbach qui sont desservies par une ligne de soirée régulière.

### Tribus

Logo de Tribus.

Tribus est le nom du réseau scolaire de l'agglomération mulhousienne. Ces lignes circulent les jours de cours aux heures de début et de fin de cours et desservent de multiples collèges et lycées de l'agglomération ainsi que l'institut Don Bosco, le Lycée/Collège Épiscopal ainsi qu'une école primaire.
- Stiermatt ↔ Collège Pfilmin : effectué par Transdev Grand Est.
- Courtine ↔ Collège Ulrich : effectué par Transdev Grand Est.
- St-Wendelin ↔ Collège Ulrich : effectué par Transdev Grand Est.
- Franche Comté ↔ Collège Anne Frank : effectué par Transdev Grand Est.
- Sausheim Mairie ↔ Collège Anne Frank : effectué par Transdev Grand Est.
- Sausheim Mairie ↔ Collège Anne Frank : effectué par Transdev Grand Est.
- Trivier Fernandez ↔ Collège Nonnenbruch : Effectué par le groupe LK.
- Rue de Wittelsheim ↔ Collège Nonnenbruch : Effectué par le groupe LK.
- Campanule ↔ Collège Nonnenbruch : Effectué par le groupe LK.
- Sausheim Mairie ↔ Leclerc : effectué par Transdev Grand Est.
- Libération ↔ Lavoisier : Service 84 de la Soléa.
- Pont de l’Ill ↔ Lavoisier : Service 84 de la Soléa.
- Rennes ↔ Lambert : Service 84 de la Soléa
- Niffer Mairie ↔ Collège Monod : Effectué par le groupe LK.
- Hombourg Château ↔ Collège Monod : Effectué par le groupe LK.
- Bantzenheim Est ↔ Collège Monod : Effectué par le groupe LK.
- Bantzenheim Nord ↔ Collège Monod : Effectué par le groupe LK.
- Sausheim Mairie ↔ Lycée Charles de Gaulle : effectué par Transdev Grand Est.
- Anvers ↔ Lycée Charles de Gaulle : effectué par Transdev Grand Est.
- Lilas ↔ Bourgogne : effectué par Transdev Grand Est.
- Illzach Marie ↔ Ste Ursule : effectué par Transdev Grand Est.
- Rattachement ↔ Lycée Amélie Zurcher : effectué par Transdev Grand Est.
- Sausheim Mairie ↔ Lycée Amélie Zurcher : effectué par Transdev Grand Est.
- Baldersheim Mairie ↔ Collège Pagnol : effectué par Transdev Grand Est.
- LEP Pulversheim ↔ Don Bosco : Effectué par un taxi soléa.
- Cure ↔ Collège Zillisheim : effectué par Transdev Grand Est.
- Les Perches ↔ Collège Zillisheim : effectué par Transdev Grand Est.
- Mittelwihr / Rattachement ↔ Collège Zillisheim : effectué par Transdev Grand Est.
- Saule ↔ Collège Zillisheim : effectué par Transdev Grand Est.
- Pfastatt Nonnenbruch / Richwiller Mairie / Wittelsheim Bellevue / Wittelsheim Charbonniers / Staffelfelden Table Ronde / Staffelfelden Fées ↔ Collège Charles Péguy : Effectué par LK Chopin Heitz.
- Staffelfelden Gare / Staffelfelden République / Staffelfelden Fées / Wittelsheim Rouget de l'Isle ↔ Collàge Jean Mermoz : Effectué par LK Chopin Heitz.

## Les pôles de correspondance
Lors de leur trajet, les lignes de tramways et les lignes de bus se rencontrent régulièrement dans des pôles de correspondance (ou pôles d'échanges). Ces derniers ont pour but de faciliter le passage d'un mode de transport à l'autre. Voici les différents pôles (listés par ordre alphabétique)
Situation au 5 septembre 2022.
- Châtaignier
  - Lignes de bus : C4 et 12
  - Lignes de tramway : 1
  - Fluo 68 : 68R056.
- Rattachement
  - Lignes de bus : 8, 50, 54 et Filéa
  - Ligne de tramway : 1
  - Fluo 68 : 68R054, 68R057 et 68R059
- Lefebvre
  - Lignes de bus : C5, 9, 12, 15, 16 et Filéa
  - Lignes de tramway : 2
- Porte Jeune
  - Lignes de bus : C6, C7, 10,16, Filéa et Filéa Nuits aux arrêts Anvers et/ou Europe
  - Lignes de tramway : 1, 2, 3 et Tram-Train
- Gare Centrale
  - Lignes de bus : C5, C7, 10, 11, 51, 55, 56, 57, 58, 59 et Filéa
  - Lignes de tramway : 1, 3 et Tram-Train
  - Fluo 68 : 68R044, 68R055, 68R062, 68R063, 68R064 et 68R065
  - Train : Gare de Mulhouse-Ville
- Dornach Gare
  - Lignes de bus : 13, Filéa à l'arrêt Dornach Gare et C5 et 14 à l'arrêt Dornach Gare DMC situé à quelques mètres au nord
  - Lignes de tramway : 3 et Tram-Train
  - Fluo68 : 68R057
  - Train : Gare de Mulhouse-Dornach
- Bel-Air
  - Lignes de bus : 14, 16, 52, ChronoPro , Filéa à l'arrêt Bel-Air et C6 à l'arrêt Dumas
  - Lignes de tramway : 2
  - Fluo 68 : 68R055, 68R058 et 68R061
- Universite
  - Lignes de bus : 13, 51, 52 et Filéa
  - Fluo68 : 68R061 et 68R063
  - Lignes de tramway : 2
- Lutterbach Gare
  - Lignes de bus : 14, 17, 50 et Filéa
  - Lignes de tramway : 3 et Tram-Train
  - Fluo68 : 68R057 a l'arrêt Houblon
  - Train : Gare de Lutterbach
- Wittelsheim Graffenwald
  - Lignes de bus : 53, Tribus Péguy, Navette Cité Bus et Filéa
  - Lignes de tramway : Tram-Train
  - Fluo68 : 68R059
  - Train : Gare de graffenwald

### Tarification et financement

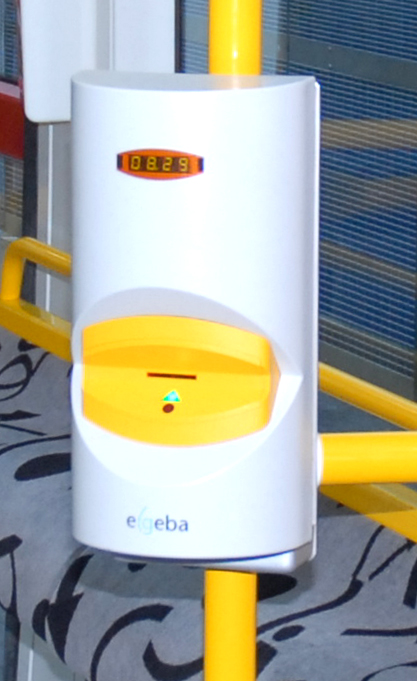
Oblitérateur à tickets Soléa.

#### Tarification
La tarification est identique sur l'ensemble du réseau Soléa, et la mise en service du bus à haut niveau de service a été l'occasion pour Soléa de fusionner les deux anciennes zones tarifaires relatives à l'agglomération (A1 et A2) en une seule zone unique (A). Les usagers des communes les plus éloignées du centre de Mulhouse ont donc bénéficié au 2 septembre 2013 d'une baisse de tarif pour voyager sur tout le territoire de l'agglomération (zone A), uniformément en autobus, bus à haut niveau de service, tramway et également en tram-train dans les limites de Mulhouse et Lutterbach. Le ticket unitaire doit être validé, il permet de prendre une correspondance mais pas d'effectuer un aller-retour. En revanche, l'accès à la partie suburbaine du tram-train est soumise au tarif « Attitudes » (zones B à C).
Les seuls abonnements existants sont mensuels et annuels. Les tickets et abonnements peuvent être achetés soit dans des distributeurs automatiques présents dans les stations de tramway, soit en agence. D'autres titres sont en outre disponibles dans des points de vente tels que les bureaux de tabac, les bureaux de poste, etc.
Afin de prendre le bus, l'usager doit oblitérer son ticket à bord des véhicules, valider son « m-ticket » sur son smartphone ou avoir un abonnement valide sur soi. Pour lutter contre la fraude, des équipes de contrôleurs parcourent le réseau. Ils peuvent être assistés des forces de l'ordre ou d'agents de sécurité de Soléa.

#### Financement
Le financement du fonctionnement des lignes (entretien, matériel et charges de personnel) est assuré par Soléa. Cependant, les tarifs des billets et abonnements dont le montant est limité par décision politique ne couvrent pas les frais réels de transport. Le manque à gagner est compensé par l'autorité organisatrice, Mulhouse Alsace Agglomération. Il définit les conditions générales d'exploitation ainsi que la durée et la fréquence des services. L'équilibre financier du fonctionnement est assuré par une dotation globale annuelle à Soléa grâce au versement transport payé par les entreprises et aux contributions des collectivités publiques.